# Grzegorz Sapiński
Grzegorz Marcin Sapiński (ur. 10 listopada 1971 w Radomiu) – polski samorządowiec i menedżer, w latach 2014–2018 prezydent Kalisza.

## Życiorys
Ukończył studia w Szkole Wyższej Psychologii Społecznej w Warszawie. Pracował w sieci kin Helios, m.in. jako dyrektor Zespołu Kin Wielkopolskich. Później był zastępcą dyrektora Teatru im. Wojciecha Bogusławskiego w Kaliszu.
Zaangażował się w działalność polityczną w ramach Platformy Obywatelskiej, przewodniczył jej strukturom miejskim. W 2006 i w 2010 z ramienia tego ugrupowania uzyskiwał mandat radnego Kalisza. W 2010 bez powodzenia z ramienia PO ubiegał się także o urząd prezydenta miasta. Był wiceprzewodniczącym i przewodniczącym rady miejskiej. W 2014 został wykluczony z partii, współtworzył stowarzyszenie Wspólny Kalisz.
W wyborach w 2014 ubiegał się ponownie o prezydenturę Kalisza. Wygrał w drugiej turze głosowania, pokonując pełniącego dotychczas tę funkcję Janusza Pęcherza z wynikiem blisko 60,3% głosów. W listopadzie 2017 współtworzył partię Porozumienie i stanął na czele jej rady samorządowej. W wyborach samorządowych w 2018 ubiegał się o reelekcję, uzyskując 8,15% poparcia, co przełożyło się na szóste miejsce spośród ośmiu kandydatów. Ponadto powołał własny bezpartyjny komitet w wyborach do rady miasta, ubiegając się z jego listy o mandat radnego, jednak komitet pomimo przekroczenia progu wyborczego nie uzyskał mandatów.  W wyborach parlamentarnych w 2023 kandydował do Senatu w okręgu nr 96 z ramienia własnego komitetu.

## Odznaczenia
- Brązowy Medal za Zasługi dla Policji (2013)[11]